# Jaylen Hoard
Jaylen Hoard, né le 30 mars 1999 au Havre en Seine-Maritime, est un joueur français de basket-ball évoluant au poste d'ailier fort.

## Biographie

### Jeunesse
Jaylen est bercé depuis son enfance par le basket-ball. Son père Antwon Hoard est un ancien joueur de basket-ball qui a joué pour les Racers de l'université d'État de Murray puis l'essentiel de sa carrière professionnelle dans plusieurs clubs du championnat de France, à différents échelons. Sa mère Katia Foucade est une ancienne internationale française et a été vice-championne d’Europe en 1993. Sa sœur cadette, Anaïa a joué pour l'équipe de France des 16 ans et moins. Enfin, il a pour parrain James Wade, époux de l'ancienne internationale Edwige Lawson-Wade et entraîneur de la franchise WNBA du Sky de Chicago.

### Début de formation à l'INSEP puis aux États-Unis (2015-2019)
En 2015, l'INSEP décide d'engager Jaylen Hoard pour deux ans. Il concourt avec l'équipe Centre fédéral de basket-ball (CFBB) en Nationale masculine 1 (NM1). En avril 2015, il est invité à participer au Jordan Brand Classic International et enregistre des statistiques de 16 points, 7 rebonds et 5 interceptions, étant par ailleurs désigné MVP de la rencontre en compagnie de Njegos Sikiras. Il termine la saison de NM1 avec des moyennes de 8,0 points, 3,5 rebonds, 1,6 passe décisives et 1,1 interception par match. Il décide de ne pas disputer une deuxième saison avec le Centre fédéral.
Encouragé par son père, Jaylen Hoard décide de partir aux États-Unis et de jouer en lycée pour Wesleyan Christian Academy à High Point en Caroline du Nord pour la saison 2016. L'équipe est alors entraînée par l'ancien joueur Keith Gatlin. Hoard déclare : « Je pense juste qu'il est temps de venir ici et d'affronter les meilleurs. Beaucoup de gens me connaissent en France. Mais je veux faire de même ici. Montrer mon talent et me le prouver à moi-même. »
Pour sa dernière année de lycée, il est rejoint par sa  sœur cadette, Anaïa qui intègre l'équipe féminine de l'école.
Classé parmi les meilleurs prospects évoluant aux États-Unis et classé 5 étoiles sur 5 au système de recrutement de jeunes joueurs pour le passage au basket-ball universitaire, il rejoint les Demon Deacons de l'université de Wake Forest, équipe qui évolue dans au sein de l'Atlantic Coast Conference (ACC).
En avril 2019, il annonce sa candidature à la draft 2019 de la NBA.

### Carrière aux États-Unis (2019-2022)
Jaylen Hoard n'est pas drafté lors de la draft 2019 mais signe tout de même un two-way contract avec les Trail Blazers de Portland. Avec ce type de contrat, il évolue en G-League tout en ayant la possibilité d'être appelé dans l'effectif de la franchise de l'Oregon au cours de la saison NBA. Portland n'ayant pas d'équipe affiliée en G-League, il rejoint alors les Legends du Texas, l'équipe affiliée aux Mavericks de Dallas.
Il est rappelé par les Blazers en novembre 2019 et dispute son premier match en NBA face aux Hawks d'Atlanta le 11 novembre. Il marque ses premiers points à Chicago (ville de naissance de son père Antwon) quelques jours plus tard, le 25 novembre, lors de la rencontre face aux Bulls.
Signé par le Thunder d'Oklahoma City fin novembre 2020, il est finalement coupé au début du camp de présaison le 7 décembre. Jaylen Hoard intègre alors le Blue d'Oklahoma City, la franchise affiliée au Thunder. Il participe alors à la saison de G-League qui se déroule début 2021 dans une bulle sanitaire à Orlando avec un format de compétition réduit.
Le 5 avril 2021, il intègre finalement la franchise d'Oklahoma City via un contrat two-way. À l'issue de la saison, il participe à la Summer League de Las Vegas avec le Thunder. Le 12 octobre, il signe un contrat avec la franchise de l'Oklahoma pour participer au camp d'entraînement via un contrat exhibit 10 mais ce dernier contrat est rompu quelques heures plus tard,. Il retrouve finalement le Blue d'Oklahoma en G-League.
Le 30 décembre 2021, il signe pour 10 jours avec le Thunder d'Oklahoma City.
Le 1er avril 2022, il signe à nouveau pour 10 jours avec le Thunder d'Oklahoma City. Le même jour, il inscrit 11 points et prend 20 rebonds dans une défaite face aux Pistons de Détroit. Quelques jours plus tard, il signe une nouvelle performance avec 24 points et 21 rebonds lors de la victoire de son équipe contre Portland,.

### Départ pour Israël (depuis 2022)
En août 2022, Hoard rejoint le Hapoël Tel-Aviv pour participer à leur camp d'entraînement. En septembre, il obtient un contrat pour la saison 2022-2023.
Fin juin 2024, il annonce qu'il rejoindra le club du Maccabi Tel-Aviv à la rentrée.

## Carrière en équipe de France

### Championnat d'Europe de basket-ball masculin des moins de 16 ans 2015
Jaylen Hoard a fait ses débuts avec les sélections de jeunes des équipes de France avec la sélection des 16 ans et moins lors du championnat d'Europe 2015 à Kaunas, en Lituanie. Lors de son premier match, il inscrit 16 points et capte 6 rebonds lors de la victoire face à la Croatie. Finalement, ses moyennes sur le tournoi sont de 7,7 points, 4,0 rebonds et 1,2 interception par match, la France terminant à la cinquième place de cette compétition.

### Championnat du monde FIBA des moins de17 ans2016
En avril 2016, il a représenté la France au tournoi Albert Schweitzer, disputant six matches avec une moyenne de 7,0 points, 2,0 rebonds et 1,3 interception par match, menant la France à la quatrième place. Il a été considéré comme l'un des meilleurs espoirs de l'événement.
Lors du championnat du monde FIBA des moins de 17 ans 2016, qui s'est déroulé à Saragosse en Espagne, il attire l'attention en obtenant en moyenne 22,4 points, 5,7 rebonds, 3,1 passes décisives et 1,7 interception par match, la France terminant sixième. Il signe une grande performance le 23 juin 2016, lors du match d'ouverture, et marque 41 points contre la Corée du Sud à 15 sur 28 aux tirs.

## Clubs successifs
- 2019-2020 :  Trail Blazers de Portland (NBA) / Legends du Texas (G-League)
- 2021 :  Blue d'Oklahoma City (G-League)
- 2021 :  Thunder d'Oklahoma City (NBA)
- 2021-2022 :  Blue d'Oklahoma City (G-League)
- 2021-2022 :  Thunder d'Oklahoma City (NBA)
- 2022-2024 :  Hapoël Tel-Aviv (Ligat Ha'al)
- depuis 2024 :  Maccabi Tel-Aviv (Ligat Ha'al)

## Statistiques

### Universitaires
| Saison    | Équipe      | Matchs | Titul. | Min./m | % Tir | % 3pts | % LF | Rbds/m. | Pass/m. | Int/m. | Ctr/m. | Pts/m. |
| --------- | ----------- | ------ | ------ | ------ | ----- | ------ | ---- | ------- | ------- | ------ | ------ | ------ |
| 2018-2019 | Wake Forest | 31     | 30     | 30,2   | 45,8  | 22,6   | 71,7 | 7,60    | 1,50    | 0,60   | 0,60   | 13,10  |
| Carrière  | Carrière    | 31     | 30     | 30,2   | 45,8  | 22,6   | 71,7 | 7,60    | 1,50    | 0,60   | 0,60   | 13,10  |

### Professionnelles

#### Saison régulière
| Saison    | Équipe        | Matchs | Titul. | Min./m | % Tir | % 3pts | % LF | Rbds/m. | Pass/m. | Int/m. | Ctr/m. | Pts/m. |
| --------- | ------------- | ------ | ------ | ------ | ----- | ------ | ---- | ------- | ------- | ------ | ------ | ------ |
| 2019-2020 | Portland      | 13     | 0      | 7,9    | 46,9  | 0,0    | 61,5 | 2,50    | 0,30    | 0,40   | 0,00   | 2,90   |
| 2020-2021 | Oklahoma City | 19     | 0      | 16,8   | 50,0  | 0,0    | 68,3 | 3,40    | 1,30    | 0,70   | 0,30   | 6,10   |
| 2021-2022 | Oklahoma City | 7      | 5      | 34,2   | 48,9  | 36,0   | 42,9 | 12,00   | 2,40    | 0,90   | 0,70   | 14,70  |
| Carrière  | Carrière      | 39     | 5      | 17,0   | 49,0  | 23,1   | 61,8 | 4,60    | 1,20    | 0,60   | 0,30   | 6,60   |

## Records sur une rencontre en NBA
Les records personnels de Jaylen Hoard en NBA sont les suivants, :
| Type de statistique        | Saison régulière | Saison régulière          | Saison régulière | Playoffs | Playoffs                | Playoffs     |
| Type de statistique        | Record           | Adversaire                | Date             | Record   | Adversaire              | Date         |
| -------------------------- | ---------------- | ------------------------- | ---------------- | -------- | ----------------------- | ------------ |
| Points                     | 27               | @ Lakers de Los Angeles   | 8 avril 2022     | 6        | 2 fois                  | 2 fois       |
| Paniers marqués            | 13               | @ Lakers de Los Angeles   | 8 avril 2022     | 3        | 2 fois                  | 2 fois       |
| Paniers tentés             | 23               | @ Lakers de Los Angeles   | 8 avril 2022     | 6        | @ Lakers de Los Angeles | 29 août 2020 |
| Paniers à 3 points réussis | 5                | @ Jazz de l'Utah          | 6 avril 2022     | -        | -                       | -            |
| Paniers à 3 points tentés  | 8                | @ Jazz de l'Utah          | 6 avril 2022     | -        | -                       | -            |
| Lancers francs réussis     | 5                | Hornets de Charlotte      | 7 avril 2021     | -        | -                       | -            |
| Lancers francs tentés      | 6                | 2 fois                    | 2 fois           | -        | -                       | -            |
| Rebonds offensifs          | 7                | Trail Blazers de Portland | 5 avril 2022     | 2        | 2 fois                  | 2 fois       |
| Rebonds défensifs          | 14               | 2 fois                    | 2 fois           | 2        | @ Lakers de Los Angeles | 20 août 2020 |
| Rebonds totaux             | 21               | Trail Blazers de Portland | 5 avril 2022     | 4        | @ Lakers de Los Angeles | 20 août 2020 |
| Passes décisives           | 4                | 2 fois                    | 2 fois           | 1        | @ Lakers de Los Angeles | 20 août 2020 |
| Interceptions              | 3                | Trail Blazers de Portland | 5 avril 2022     | -        | -                       | -            |
| Contres                    | 2                | 2 fois                    | 2 fois           | -        | -                       | -            |
| Balles perdues             | 3                | 2 fois                    | 2 fois           | 2        | Lakers de Los Angeles   | 24 août 2020 |
| Minutes jouées             | 47               | @ Lakers de Los Angeles   | 8 avril 2022     | 21       | @ Lakers de Los Angeles | 29 août 2020 |

- Double-double : 4
- Triple-double : 0

Dernière mise à jour : 15 juillet 2022